# Louis Roederer
Louis Roederer (рус. Луи Родерер) — производитель шампанского, расположенный в Реймсе, Франция. Один из немногих независимых домов Шампани, который находится под семейным управлением. Нынешний глава Louis Roederer — Фредерик Рузо. Главный винодел — Жан-Батист Лекайон. Louis Roederer признавался самым любимым брендом шампанского в 2018, 2020, 2021 и 2022 году согласно изданию Drinks International. 

## История
Компания основана в 1776 году под названием Dubois Père & Fils. В 1833 году её приобрел и переименовал Луи Родерер. В 1850 году Родерер первым купил участки виноградников в Шампани для самостоятельного культивирования лозы. Это решение шло вразрез с традицией покупки винограда у фермеров.
С 1870-х годов вина Louis Roederer стали экспортироваться в США и Российскую империю, где подавались, в частности, к столу императора Александра II. Специально для российского императора в 1876 году Louis Roederer создал престижное кюве Cristal, которое изготавливали из винограда с лучших участков хозяйства. В начале XX века Николай II присвоил дому Louis Roederer статус официального поставщика Российского императорского двора.
Шампанское Louis Roederer почитал А. А. Фет, который запасался им к визитам И. С. Тургенева. В романе «Новь» некий барин у Тургенева восклицает: «Пью за единственные принципы, которые признаю, — за кнут и за Рёдерер!». Вспоминая банкеты в дореволюционной России, бывшие офицеры и генералы Русской Императорской армии уже в эмиграции, в Париже, любили на банкетах пить шампанское Louis Roederer.
После Февральской революции и принятия «сухого закона» в США в 1920 году компания столкнулась с трудностями. Кроме того, во время Первой мировой войны более половины виноградников хозяйства было уничтожено.
В 1933 году бразды правления домом перешли в руки Камиллы Ольри Родерер. Она вернула дому былую славу и возродила выпуск Cristal.
На сегодняшний день компанию возглавляет Фредерик Рузо, представитель седьмого поколения семьи. Главным виноделом является Жан-Батист Лекайон.

## Производство
Дом Louis Roederer производит 3,5 млн бутылок шампанского в год. Примерно 75 % этого объема идет на экспорт в более чем 100 стран мира. На данный момент во владении Louis Roederer более 240 га собственных виноградников (в 1850 году их было 100 га) в трех областях Шампани: Кот-де-Блан, Монтань-де-Реймс и в долине Марны. Около 65 % виноградников занимают посадки пино нуара, 35 % — шардоне. Более 100 га виноградников культивируется согласно биодинамическим принципам, что делает Louis Roederer самым крупным биодинамическим производителем Шампани.
Все 240 га виноградников разделены на 410 участков, урожай с которых винифицируется отдельно с целью получения шампанского высокого качества. Сбор винограда производится вручную. Ягоды прессуют прямо на винограднике и отправляют на винодельню в Реймсе. Вина выдерживают на осадке не менее трех лет, что в два раза превышает минимальный срок выдержки, установленный в Шампани.
На розовое шампанское идет урожай из виноградников в коммунах Кюмьер и Дамри, расположенных на хорошо освещаемых склонах, что позволяет пино нуару достигнуть наибольшей зрелости. Кюмьер — одна из самых тёплых коммун Шампани, поэтому традиционно урожай здесь начинают собирать первыми.

## Вина

### Brut Premier и Collection

#### Brut Premier
Brut Premier — базовое невинтажное шампанское дома c 1986 года по 2021. Для его производства используется около восьми урожаев разных лет в следующем сортовом соотношении: 40 % — шардоне, 40 % — пино нуара и 20 % — пино менье. Около 6 % общего объема винифицируют в дубовых бочках. Выдержка на осадке составляет 3 года, после дегоржажа — еще 6 месяцев. Дозаж — 9 г/л.
За 35 лет в Шампани произошло многое: внедрялись биодинамические практики на виноградниках, значительно изменился климат и понимание важности терруара, —  это не могло не повлиять на подход к виноделию. Все эти изменения и инновации и привели в 2021 году к появлению на свет Collection, нового невинтажного кюве Дома. 

##### Collection
Collection – это номерное кюве: первым стал 242-й ассамбляж в истории дома с момента его основания в 1776. 242-й ассамбляж собран в 2017 году, следующий релиз на основе вин урожая 2018 года будет 243-м и так далее. Каждый год ассамбляж будет отражать узнаваемый стиль Дома с учетом индивидуальности вин нового урожая.
Ассамбляж: 36 % — пино нуар, 42 % — шардоне, 22 % — менье. Он состоит из 34 % Réserve Perpétuelle, 10 % выдержанных в дубе резервных вин 2009, 2011, 2013, 2014, 2015 и 2016 годов и 56 % вин урожая 2017 года.
Выдержка на осадке составляет 3 года, после дегоржажа — еще 6 месяцев. Дозаж — 8 г/л.

### Carte Blanche
Полусухое невинтажное шампанское. Для производства этого кюве так же используется 40 % шардоне, 40 % — пино нуара и 20 % — пино менье. 5 % от общего объема винифицируют в дубе. Выдержка на осадке составляет 3 года, после дегоржажа — еще 6 месяцев. Главное отличие Carte Blanche от Brut Premier заключается в более высоком уровне дозажа.

### Vintage
Винтажное шампанское производят из 70 % пино нуара и 30 % шардоне одного года урожая. Около 30 % общего объема винифицируют в дубовых бочках. Вино не проходит малолактической ферментации. Выдержка на осадке составляет 4 года, после дегоржажа — еще 6 месяцев. Дозаж — 9 г/л.

### Rosé Vintage
Розовое винтажное шампанское производят на основе 70 % пино нуара и 30 % шардоне. Около 20 % общего объема винифицируют в дубовых бочках. Для розового шампанского в доме применяется технология infusion. Пино нуар мацерируют на кожице по методу сэнье («кровопускание»), смешивают с соком шардоне и затем отправляют на ферментацию. Менее 1 % всех производителей Шампани использует метод сэнье для производства розовых вин из-за сложности технологии. Вино не проходит малолактической ферментации. Выдержка на осадке составляет 4 года, после дегоржажа — еще 6 месяцев. Дозаж — 9 г/л.

### Blanc de Blancs Vintage
Шампанское из 100 % шардоне с частичной винификацией в дубе. Виноград для этого кюве собирают на участках гран крю Мениль-сюр-Оже и Авиз. Вино не проходит малолактической ферментации. Выдержка на осадке составляет 5 лет, после дегоржажа — еще 6 месяцев. Дозаж — 9 г/л. Изначально это кюве производилось только для собственных нужд владельцев дома. 

### Brut Nature
Это шампанское стало результатом коллаборации Фредерика Рузо и Жана-Батиста Лекайона с французским дизайнером Филиппом Старком. В производстве используется 2/3 пино нуара и 1/3 шардоне. В зависимости от винтажа шампанское выдерживается на осадке от 5 до 8 лет. Вино отличается отсутствием дозажа и дизайнерской этикеткой от Филиппа Старка.

### Cristal
Первое кюве-де-престиж Шампани, созданное в 1876 году специально для русского императора Александра II. Фламандские стеклодувы сделали для этого шампанского особенную хрустальную бутылку с плоским дном. Такая необычная для бутылок шампанского форма препятствовала размещению в пунте (углублении на дне) взрывчатых веществ. Потребность в таких бутылках была обусловлена тем, что взрывчатку использовали при совершении террористических актов революционеры-народники, а на самого Александра II к тому моменту было совершено уже два покушения. После падения монархии в Российской империи дом принял решение выпускать Cristal для других рынков.
Данное престижное кюве делают исключительно в лучшие годы из урожая, собранного с участков статуса гран крю. Для его производства используют 60 % пино нуара и 40 % шардоне. Около 15 % общего объема винифицируется в дубовых бочках. Вино не проходит малолактической ферментации. Выдержка на осадке составляет 6 лет, после дегоржажа — еще 8 месяцев. Дозаж — 8 г/л.
С 2012 года кюве Cristal производится исключительно из винограда, собранного с биодинамических участков.

### Cristal Rosé
Престижное розовое кюве было создано в 1974 году Жаном-Клодом Рузо. На его производство идет 55 % пино нуара и 45 % шардоне. 20 % общего объема проходит винификацию в дубовых бочках. Cristal Rosé создается по технологии infusion: пино нуар мацерируют на кожице по методу сэнье («кровопускание»), смешивают с соком шардоне и затем отправляют на ферментацию. Малолактической ферментации вино не проходит. Выдержка на осадке составляет 6 лет, после дегоржажа — еще 8 месяцев. Дозаж — 8 г/л.

### Приобретения дома
Портфолио дома включает другие винодельческие хозяйства: Domaines Ott* в Провансе, Château de Pez, Château Pichon Longueville Comtesse de Lalande (с 2006 года) и Château Haut-Beausejour в Бордо, Deutz в Шампани, Ramos Pinto в Португалии, Roederer Estate и Diamond Creek в Калифорнии.